# Gaucher Ier de Salins
Gaucher Ier (ou II) de Salins (vers 1000 - après 1044) est seigneur de Salins au XIe siècle.

## Biographie
Il est le fils d'Humbert II de Salins et d'Ermenburge, issue de la maison de Semur. Avec l'accord de sa femme il donnait, à l'église de l'abbaye Saint-Paul de Besançon, ce qu'ils possédaient Leugney et à Nancray. Il tenait en fief de l'abbaye d'Agaune, Bracon et ses dépendances, la vallée de Miège, Aresches, Chamblay, Usie et ses dépendances et le château de Saint-Maurice. 
Mariage et succession :

Il épouse Aremburge de qui il a Gaucher II.

## Sources